# Rita Wilson
Rita Wilson, geboren als Margarita Ibrahimoff (Bulgaars: Маргарита Ибрахимов, Grieks: Μαργαρίτα Ιμπραίμοβ; Los Angeles, 26 oktober 1956) is een Amerikaans actrice.

## Biografie
Margarita Ibrahimoff werd op 26 oktober 1956 in Los Angeles geboren. Haar vader Hassan Halilov Ibrahimoff (1920–2009) was een Bulgaarse moslim en werd in de gemeente Myki (Griekenland) geboren. Hij bekeerde zich later tot het christendom en veranderde in 1960 zijn naam in Allan Wilson. Haar moeder Dorothea Tzigkou was van Griekse afkomst en werd in de gemeente Dropull i Sipërm (Albanië) geboren. Wilson werd thuis Grieks-Orthodox opgevoed.

## Carrière
Wilson acteert sinds 1972 op televisie en ontmoette Tom Hanks in 1981, toen ze een gastrolletje had in de serie Bosom Buddies. Hierin speelde ook Hanks. Ze werden verliefd en trouwden op 30 april 1988. Het paar kreeg twee zoons; in 1990 en 1995. In 2020 ontvingen Wilson en Hanks de Griekse nationaliteit.
In 2019 kreeg Wilson een ster op de Hollywood Walk of Fame.

## Filmografie (selectie)
- 1993: Sleepless in Seattle
- 1994: Mixed Nuts
- 1995: Now and Then
- 1996: Jingle All the Way
- 1996: That Thing You Do!
- 1998: Psycho
- 1999: Runaway Bride
- 1999: The Story of Us
- 2001: The Glass House
- 2002: Auto Focus
- 2004: Raise Your Voice
- 2005: The Chumscrubber
- 2018: Gloria Bell
- 2022: Kimi
- 2023: Asteroid City

- Bibliothèque nationale de France: cb142395696 (data)
- Gemeinsame Normdatei: 137677871
- International Standard Name Identifier: 0000 0001 2028 829X
- Library of Congress Control Number: no96019669
- Nationale Bibliotheek van Letland: 000347230
- MusicBrainz: beb68abb-51b4-41d1-9645-d0c8306cf588
- Nationale Bibliotheek van Tsjechië: pna2011643296
- Nationale Bibliotheek van Israël: 987007372179705171
- Nationale Bibliotheek van Polen: a0000001708094
- SNAC: w6z04gps
- Virtual International Authority File: 76527201
- WorldCat: E39PBJyCFwFDcQmMpxhFd4cQMP